# PostNord Sverige
PostNord Sverige ist die nationale Post in Schweden und ein Tochterunternehmen der Postnord.

## Geschichte
Die Geschichte von Posten lässt sich bis zur Gründung der Kungliga Postverket im Jahr 1636 zurückverfolgen. 1994 wurde sie in eine staatseigene Aktiebolag umgewandelt. 2009 fusionierten die dänische und die schwedische Post zur Postnord.